# Рон Десантис
Роналд Дион Десантис (енгл. Ron DeSantis; Џексонвил, 14. септембар 1978) је амерички адвокат, официр поморске морнарице и политичар који служи као 46. гувернер Флориде од јануара 2019. године. Као републиканац представљао је 6. конгресни округ Флориде у конгресу од 2013. до 2018. године. Након дипломирања на Универзитету Јејл и Правном факултету у Харварду, Десантис је служио као официр и адвокат у Корпусу генералног судског адвоката, америчке морнарице (ЈАГ).
Десантис је био кандидат на изборима америчког Сената у Флориди 2016. године, али се повукао када је садашњи сенатор Марко Рубио објавио да ће тражити реизбор. Десантис је затим одлучио да се поново кандидује за своје место у Представничком дому САД и поново је изабран у новембру 2016. Као савезник председника Доналда Трумпа, Десантис је често критиковао истрагу специјалног адвоката Роберта Милера о руском уплитању на изборе 2016. године, позивајући Трумпа да затвори или значајно ограничи истрагу.
Јануара 2024. Десантис се повукао из председничке кампање и дао је подршку Доналду Трампу на изборима.